# Rassamtoumdé
Rassamtoumdé est une commune rurale située dans le département d'Arbollé de la province du Passoré dans la région Nord au Burkina Faso.

## Géographie
Rassamtoumdé est situé à 4 km au sud de Zongbèga, à environ 8 km au sud-ouest du centre d'Arbollé, le chef-lieu du département. Le village est à environ 20 km au sud-est de Yako.

## Santé et éducation
Le centre de soins le plus proche de Rassamtoumdé est le centre de santé et de promotion sociale (CSPS) de Zongbèga tandis que le centre médical avec antenne chirurgicale (CMA) de la province se trouve à Yako.